# Ledeniška dolina
Ledeniška dolina je dolina s prečnim prerezom v obliki črke U, ki v zgornjem delu prereza prehaja v ledeniško rame, nad njim pa v gorski greben. Doline v obliki črke U, imenovane tudi koritaste doline ali ledeniška korita, nastanejo v procesu poledenitve. Značilne so zlasti za gorsko poledenitev.
V prerezu imajo značilno obliko črke U, s strmimi, ravnimi stranicami in ravnim ali zaobljenim dnom (nasprotno pa so doline, ki so jih izrezale reke, po navadi v prerezu v obliki črke V). Ledeniške doline nastajajo, ko ledenik potuje po pobočju in s tem brusi dolino. Ko se led odstrani ali odtaja, ostane dolina pogosto posuta z majhnimi balvani, ki so bili prepeljani v ledu, imenovani ledeniški til in moreno, materialom, ki ga je prenašal ledenik.
Primere dolin v obliki črke U najdemo v gorskih regijah po vsem svetu, vključno z Andi, Alpami, Kavkazom, Himalajo, Skalnim gorovjem, Novo Zelandijo in Skandinavskimi gorami. Najdemo jih tudi v drugih večjih evropskih gorah, vključno s Karpati, Pireneji, pogorjem Rila in Pirin v Bolgariji ter Škotskim višavjem.
Ko se dolina v obliki črke U razširi v slano vodo in postane vhod v morje, se imenuje fjord, iz norveške besede za te značilnosti, ki so običajne na Norveškem.

## Nastanek

### Oblika
Oblikovanje doline v obliki črke U se zgodi v geološkem obdobju, kar pomeni ne med človeško življenjsko dobo. Traja lahko od 10.000 do 100.000 let, da se dolina v obliki črke V izkleše v dolino v obliki črke U. Te doline so lahko globoke več tisoč metrov in dolge več deset kilometrov. Ledeniki se bodo enakomerno razširili na odprtih območjih, vendar se nagibajo k globokemu vrezovanju v tla, ko so omejeni na dolino. Debelina ledu je glavni dejavnik, ki prispeva k globini doline in stopnji vrezovanja. Ko se ledenik pomika navzdol skozi dolino, običajno s potokom, ki teče skozenj, se oblika doline spremeni. Ko se led tali in umika, ostane dolina z zelo strmimi pobočji in širokim ravnim dnom. To parabolično obliko povzroči ledeniška erozija, ki odstrani kontaktne površine z največjim uporom proti toku, nastali odsek pa zmanjša trenje. Obstajata dve glavni različici te oblike U. Prva se imenuje model Skalno gorovje in se pripisuje alpskim ledeniškim dolinam, kar kaže na splošen učinek poglabljanja doline. Druga različica se imenuje model Patagonija-Antarktika, ki se pripisuje celinskim ledenim ploščam in kaže splošni učinek širitve na okolico.

### Dno doline
Na dnu teh ledeniških dolin je največ dokazov o ciklih poledenitve. Večinoma je dno doline široko in ravno, vendar so prisotne različne ledeniške značilnosti, ki označujejo obdobja ledne transgresije in regresije. Dolina ima lahko različne stopnice, znane kot dolinske stopnice, in velike poglobitve od deset do več sto metrov globoko. Te se nato napolnijo s sedimenti, da nastanejo ravnice, ali z vodo, da nastanejo jezera. Takšne z vodo napolnjene U-doline kotline so znane tudi kot fjordska jezera ali dolinska jezera (norveško fjordsjø ali dalsjø). Jezeri Gjende in Bandak na Norveškem sta primera fjordskih jezer. Nekatera od teh fjordnih jezer so zelo globoka, na primer Mjøsa (453 metrov) in Hornindalsvatnet (514 m). Vzdolžni profil ledeniške doline v obliki črke U je pogosto stopničast, kjer so položne kotline prekinjene s pragovi. Reke pogosto izdolbejo dolino ali sotesko v obliki črke V skozi prag.
Okoliške manjše doline pritokov se bodo med poledenitvenimi obdobji pogosto pridružile glavnim dolinam in za seboj pustile značilnosti, znane kot viseče doline visoko v stenah korit, potem ko se led stopi.
Po deglaciaciji lahko taljenje snega in ledu z vrhov gora ustvari potoke in reke v dolinah v obliki črke U. Ti se imenujejo neusklajeni tokovi. Potoki, ki nastanejo v obviselih dolinah, ustvarjajo slapove, ki se izlivajo v glavni dolinski krak. Ledeniške doline imajo lahko v sebi tudi naravne, pogosto jezu podobne strukture, imenovane morene. Nastanejo zaradi presežka sedimenta in ledeniškega tila, ki ga je ledenik premaknil in odložil.
V vulkanskih gorskih verigah, kot so Kordiljere v Andih, so lahko dna ledeniških dolin prekrita z gostimi tokovi lave.

### Konec korita
Ledeniško korito ali ledeniška gorska dolina se pogosto konča v strmi glavi, ki je znana kot 'konec korita' ali 'glava korita'. To ima lahko skoraj strme skalne stene in spektakularne slapove. Domnevajo, da so nastali tam, kjer se številni majhni ledeniki združijo, da nastane veliko večji ledenik. Primeri vključujejo: Warnscale Bottom v Lake District, dolino Yosemite ter dolini Rottal in Engstlige v Švici.

### Morska korita
Ledeniška korita obstajajo tudi kot podmorske doline na kontinentalnih policah, kot je Laurentijev kanal. Te geomorfne značilnosti pomembno vplivajo na porazdelitev sedimentov in biološke skupnosti s spreminjanjem trenutnih vzorcev.

## Zgodovina
Geologi niso vedno verjeli, da so ledeniki odgovorni za doline v obliki črke U in druge ledeniške erozije. Led je precej mehak in marsikomu se je zdelo neverjetno, da bi lahko bil odgovoren za močno razrezovanje skalne podlage, značilno za ledeniško erozijo. Nemški geolog Penck in ameriški geolog Davis sta bila glasna zagovornika te ledeniške erozije brez primere.
V 1970-ih in 1980-ih je bil dosežen napredek glede možnih mehanizmov ledeniške erozije in dolin v obliki črke U prek modelov, ki so jih predlagali različni znanstveniki. Ustvarjeni so bili numerični modeli, ki pojasnjujejo pojav vrezovanja dolin v obliki črke U.

## Ledeniške doline v Sloveniji
V Sloveniji so ledeniške doline v Julijskih Alpah:
- Trenta z Lepeno, Vrsnikom in Zadnjico,
- Zgornja Soška dolina s pritoki
- Planica/Tamar, Vrata, Kot, Krma, Voje, delno tudi Bohinj (Bohinjski ledenik) in
- Zgornjesavska dolina
- v zamejstvu Rabeljska dolina ter delno tudi Kanalska dolina

in v Kamniško-Savinjskih Alpah: 
- Kamniška Bistrica
- Logarska dolina, Robanov kot, Matkov kot